# Junge Frau von 1914 (Film)
Junge Frau von 1914 ist ein im Auftrag des DFF hergestellter zweiteiliger Fernsehfilm der DEFA von Egon Günther aus dem Jahr 1970 nach dem gleichnamigen Roman von Arnold Zweig aus dem Jahr 1931.

## Handlung
Sommer 1914. Ein Paar verbringt seinen Urlaub in einem Bauernhaus in den Bergen. Es sind die Potsdamer Bankierstochter Leonore Wahl und der Schriftsteller Werner Bertin. In diese schöne Zeit fällt das Attentat von Sarajevo. Die beiden müssen sich einer polizeilichen Kontrolle unterziehen, da die Dorfbewohner sie als Spione verdächtigen und das nur, weil sich Leonore mit ihrem Hund in einer Phantasiesprache unterhält. Man lebt und liebt, lernt und arbeitet. In hitzigen Debatten geht es um die Kunst und die Rolle des Geistes in Europa. Bei einem Antrittsbesuch Werner Bertins in der Familie seiner Braut trifft er auf ablehnende Kälte. Niemals ist ein mittelloser Schriftsteller, Sohn eines Tischlers, für die Bürgerfamilie Wahl als Schwiegersohn akzeptabel. 
Der Beginn des Ersten Weltkriegs überrascht sie völlig. Er reißt fast die ganze Bevölkerung in seinen Strudel, und da entdeckt Bertin plötzlich seinen Patriotismus. Aus dem Schöngeist wird ein Nationalist. Er wird im Frühjahr 1915 eingezogen, muss zur militärischen Grundausbildung nach Küstrin und wird anschließend als Armierungssoldat, also als Soldat ohne Ausbildung an der Waffe, eingesetzt werden. Während eines Besuchs Leonores in Küstrin kommt es zu einem Vorfall zwischen ihm und seiner langjährigen Geliebten. Obwohl Bertin ein empfindsamer, rücksichtsvoller und etwas weltfremder jungen Mann ist, haben ihn die wenigen Wochen in der Kaserne so verroht, dass es bei einem Spaziergang der beiden Liebenden zu einer Vergewaltigung seiner Freundin kommt. Doch es ist nicht dieser gewaltsame sexuelle Übergriff, der für Leonore zur Krise ihrer Beziehung mit Bertin führt, sondern erst die aus ihm folgende Schwangerschaft. Da ihre Eltern immer noch gegen eine Verbindung zwischen Leonore und Werner sind, sieht sie keine andere Möglichkeit, als das Kind abtreiben zu lassen. Unterstützt von ihrem jüngeren Bruder David, der noch das Gymnasium besucht, Klavier spielt und ein Musikstudium anstrebt, findet sie eine Berliner Privatklinik, in der der illegale Eingriff vorgenommen wird. Auch die Finanzierung des Klinikaufenthalts ist durch einen gerade rechtzeitig eintreffenden Vorschuss auf eines der Stücke Bertins gesichert. Zur eigentlichen Verwerfung zwischen Lenore und Werner kommt es aber erst nach der Abtreibung, als Werner seine Geliebte in der Klinik besucht, sich aber weigert noch einige Tage zu bleiben, um ihr Beistand zu leisten. 
Leonore durchläuft in den nächsten Monaten eine merkwürdige Entwicklung. Sie macht sich gegenüber ihren Eltern für ihre offizielle Verbindung mit Werner stark: Zuerst kann sie eine Verlobung mit ihm durchsetzen, weil es den Wahls als nützlich erscheint, einen Familienangehörigen im Feld zu haben, da es die Einberufung Davids hinauszögern könnte. Zusätzlich wäre ein angehender Schwiegersohn in der Familie auch gut für die geschäftlichen Beziehungen des Bankiers zur preußischen Militärführung. Als Bertins Einheit schließlich nach Verdun verlegt werden soll, sucht Leonore einen Weg, ihn gänzlich vom Militärdienst befreien zu lassen, bekommt aber nur den Hinweis, dass eine Hochzeit ihm einen Urlaub garantiert. Sie setzt mit Hilfe ihres liberalen Großvaters bei ihren Eltern die Hochzeit mit Werner durch und betreibt aktiv den Urlaubsantrag für ihren Verlobten. Bertin erhält nach mehr als einem Jahr Militärdienst für seine Hochzeit ganze vier Tage Urlaub, heiratet Leonore in Berlin und verbringt zwei Flittertage mit ihr in der Potsdamer Villa der Familie Wahl. Anschließend muss er zurück zum Dienst nach Verdun und wird von Leonore am Bahnhof verabschiedet.

## Produktion
Junge Frau von 1914 wurde auf ORWO-Color gedreht und hatte am 17./18. Januar 1970 im 2. Programm des DFF  Premiere. Am 23./26. September 1971 erfolgte die Erstausstrahlung in der ARD. Am 11. Juni 1971 erfolgte im Berliner Kino Kosmos der Start für die Kinovorstellungen in der DDR.

## Kritik
Das Lexikon des internationalen Films bezeichnete den Film als „interessant gestaltetes Zeitbild mit improvisiert wirkenden, modern gestalteten Szenen“. Die „psychologische Differenziertheit der Vorlage“ würde zwar „filmisch verkürzt, aber dennoch wirkungsvoll erfasst“. Der Film sei „einer der bedeutendsten Filme des DDR-Fernsehens“. Katia Stern schrieb im Neuen Deutschland, dass Heinz Kamnitzer und Regisseur Egon Günther künstlerische Gestaltungsmöglichkeiten gefunden haben, die den Intentionen des Dichters entsprechen und die Gestalten des Werkes aus ihrer gesellschaftlichen Position und ihrer Bezogenheit zueinander erfassen.
Mimosa Künzel befand in der Neuen Zeit zur Kameraführung Erich Guskos: „Er nahm ihr alles Statische, indem er überwiegend mit der Handkamera operierte, rasche abrupte Bildfolgen einholte, wie sie sich dem Auge mitteilen als flüchtige Wahrnehmungen. Aussageträchtig wurde mit der Farbe komponiert, Emotionen weckend: variable Sepia-Töne wie ein gewitterschwüles, schon Unheil ankündigendes Gelb; ein nacktes, hartes Violett bei Dokumentaraufnahmen aus dem Kriegsgeschehen des ersten Weltkrieges: ein fahles Grün bei den Szenen vor Verdun und dazwischen Akzente setzende Farbakkorde und auch ein jubilierendes buntes Schwelgen.“